# Finnish International 2007
Die Finnish International 2007 fanden vom 29. März bis zum 1. April 2007 in Helsinki statt. Es war die elfte Austragung dieser internationalen Meisterschaften von Finnland im Badminton.

## Medaillengewinner
| Disziplin    | Gold                                       | Silber                                   | Bronze                                     |
| ------------ | ------------------------------------------ | ---------------------------------------- | ------------------------------------------ |
| Herreneinzel | Joachim Persson                            | Vladislav Druzchenko                     | Jan Ø. Jørgensen                           |
| Herreneinzel | Joachim Persson                            | Vladislav Druzchenko                     | Erwin Kehlhoffner                          |
| Dameneinzel  | Li Wenyan                                  | Juliane Schenk                           | Jill Pittard                               |
| Dameneinzel  | Li Wenyan                                  | Juliane Schenk                           | Anu Nieminen                               |
| Herrendoppel | Frédéric Mawet Wouter Claes                | Johannes Schöttler Tim Dettmann          | Erwin Kehlhoffner Jean-Michel Lefort       |
| Herrendoppel | Frédéric Mawet Wouter Claes                | Johannes Schöttler Tim Dettmann          | Kasper Faust Henriksen Rasmus Bonde        |
| Damendoppel  | Mie Schjøtt-Kristensen Christinna Pedersen | Rachel van Cutsen Paulien van Dooremalen | Anastasia Russkikh Ekaterina Ananina       |
| Damendoppel  | Mie Schjøtt-Kristensen Christinna Pedersen | Rachel van Cutsen Paulien van Dooremalen | Michaela Peiffer Carola Bott               |
| Mixed        | Tim Dettmann Annekatrin Lillie             | Rasmus Andersen Anastasia Russkikh       | Mikkel Delbo Larsen Mie Schjøtt-Kristensen |
| Mixed        | Tim Dettmann Annekatrin Lillie             | Rasmus Andersen Anastasia Russkikh       | Rasmus Bonde Christinna Pedersen           |